# Yuta Abe
Yuta Abe (安部 雄大 Abe Yūta?,  nacido el 31 de julio de 1974 en Yamaguchi, Yamaguchi) es un exfutbolista japonés. Jugaba de centrocampista y su último club fue el Yamaguchi Teachers de Japón.

## Trayectoria

### Clubes
| Club                | País  | Año         |
| ------------------- | ----- | ----------- |
| Sanfrecce Hiroshima | Japón | 1993 - 1997 |
| Vissel Kobe         | Japón | 1998 - 2000 |
| Yamaguchi Teachers  | Japón | 2001        |